# 遠藤龍希
遠藤 龍希（えんどう りゅうき、2000年〈平成12年〉2月5日 - ）は、日本の俳優、役者。岐阜県高山市出身。

## 来歴
岐阜県高山市の中学校を卒業後、愛知県名古屋市の私立高校に進学。
演劇部に所属。
卒業後は単身上京しtori studioで演技力を磨く。
その頃受けたオーディションに受かり俳優デビューを果たす。
2019年8月にPARCOプロデュース紀伊國屋ホール開催の「転校生」で町田幹夫役で出演。
尚、オーディションでは応募総数2,128名の中から男女各21名、計42名が選ばれている。
その後。
本広克行監督の映画「ブレイブ 群青戦記」（2021年)では野球部員篠塚龍希役で初の映画出演を果たしている。
デビュー以降はＣＭ、 配信ドラマ、テレビドラマ、舞台出演兼演出助手、助監督等幅広くこなす。また自身のインスタグラムではアマリモノという名前でイラストレーターとしても発信している。
2025年8月1日より株式会社ワイケーエージェントに所属。

## 出演

### 映画
- 『ブレイブ 群青戦記』（2021年3月公開）野球部　篠塚龍希役
- 『あなたの番です。劇場版』研究員役
- 『アクトレス・モンタージュ』（2021年12月3日公開）
- 『THE RIGHTMAN 正義の男』（2025年2月1日公開）[1]
- 『無名の人生』(2025年5月公開) ポンタ役[2]
- 『明日に向かって演れ！』(2025年公開) 堀部 章夫役

### ドラマ
- 『男コピーライター、育休をとる。』人事部役
- 『コントが始まる』第6話　サッカー部後輩役
- 『親バカ青春白書』
- 『ナンバMG5』白百合高校生徒 10話
- 『さらば、銃よ』（2023年4月14日 - 、Lemino） - 七海竜二 役[3]
- 『かしこきもの』SUPER SAPIENSS

### 舞台
- 『転校生2019 男子校版』町田幹夫役
- 『PSYCHO-PASS サイコパス Virtue and Vice』アンダースタディ
- タクフェス第10弾「 ぴえろ」（2022年10月 - 12月） - 香田役

### CM
- 『Pansonic ナノイーX くらしの呼吸篇』90秒web限定ver.就活生役